# Dolores Ombrage
 (juin 2022).
Si vous disposez d'ouvrages ou d'articles de référence ou si vous connaissez des sites web de qualité traitant du thème abordé ici, merci de compléter l'article en donnant les références utiles à sa vérifiabilité et en les liant à la section « Notes et références ».
Dolores Jane Ombrage (en anglais : Dolores Jane Umbridge) est un personnage fictif issu de la saga Harry Potter. Elle est une sous-secrétaire d'État auprès du ministre de la Magie, Cornelius Fudge. Issue de la bureaucratie du ministère de la Magie, c'est une femme malsaine, bornée et particulièrement perverse, hypocrite. Elle est prête à tous les moyens (légaux ou non, y compris la torture physique), pour imposer sa loi à l'école de sorcellerie Poudlard et ainsi obliger Harry Potter à ne plus annoncer au monde des sorciers le retour de Voldemort. Elle n'hésite pas non plus à empêcher les professeurs de parler de choses niées par le Ministère. Elle offre des avantages à la maison Serpentard. Elle est souvent vêtue de rose vif et aime le thé et les chats.
Au cinéma, Dolores Ombrage est interprétée par Imelda Staunton.

## Caractéristiques
Dolores Ombrage est une sorcière à la silhouette trapue, avec une grosse tête sur un cou quasi inexistant. Elle a une bouche large et molle et de grands yeux ronds la faisant ressembler à un gros crapaud (animal auquel elle est plusieurs fois comparée par l'auteure). Ses cheveux châtain clair sont courts et bouclés, sa voix est minaudante et haut perchée comme celle d'une petite fille, tandis que ses dents sont pointues. Elle porte souvent un nœud noir dans les cheveux (qui ressemble à une mouche selon Harry) et un cardigan pelucheux rose.
Dolores Ombrage est d'une sévérité extrême mais aussi d'une cruauté sans réserve envers certains élèves : elle ne se contente pas de leur imposer une discipline de fer, mais applique des méthodes répressives et illégales en toute connaissance de cause, le sourire aux lèvres. Sa milice privée qui agit sans tenir compte du règlement en vigueur renforce son pouvoir de façon illégale. Elle n'hésite pas à remettre en usage les châtiments corporels, instaurant une véritable dictature à Poudlard. Incarnation de la bureaucrate froide, bornée et sans état d'âme, raciste envers les « hybrides » (demi-géants, centaures, loup-garous…), sans scrupule et même sadique, prête si besoin à la cruauté physique et morale. Son propre prénom renvoie lui-même à la souffrance, signifiant « douleur » en espagnol et en latin.
À Poudlard, son bureau est décoré de manière vieillotte avec des assiettes ornées de chatons très laids et des napperons en crochet.

## Biographie fictive

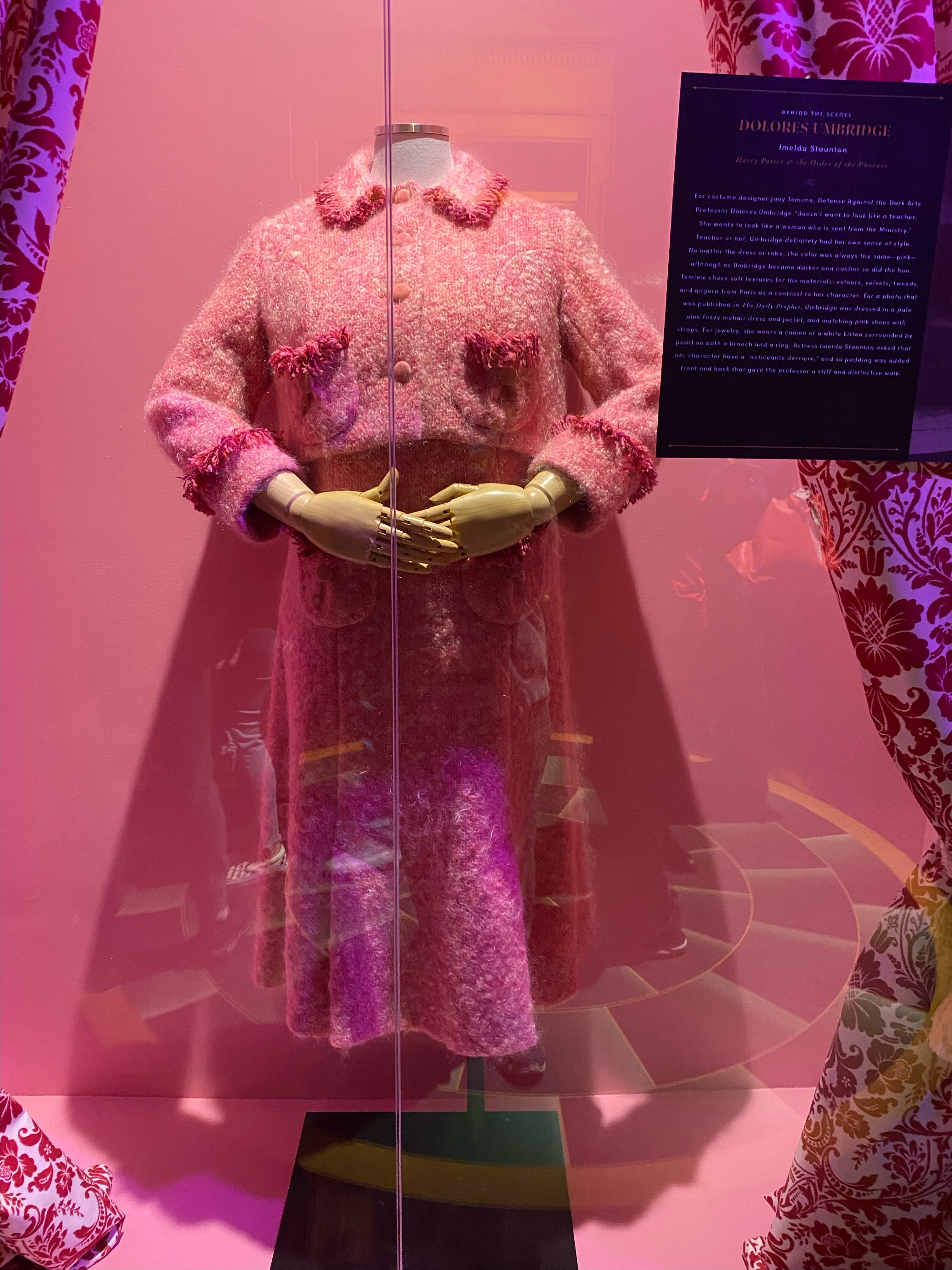
Robe habituelle portée par Dolores Ombrage.

Dans Harry Potter et l'Ordre du Phénix, Ombrage participe à l'interrogatoire de Harry devant le Magenmagot, votant alors pour sa culpabilité. Celui-ci n’avait cependant fait que se défendre face à des Détraqueurs qu’elle avait elle-même envoyés, révélation qu'Ombrage fait à Harry vers la fin de l'année scolaire. Lors de la cinquième année scolaire de Harry Potter à Poudlard, Dolores Ombrage est nommée, par Cornelius Fudge, professeur de Défense contre les Forces du Mal à Poudlard. Professeur très peu appréciée, ses cours étant uniquement théoriques. Fudge et elle craignent que Dumbledore soit enclin à utiliser les élèves de l'école comme armée de soulèvement contre le ministère. Cela entraînera des réclamations dans ses classes, aggravées par la volonté de Harry de révéler au monde des sorciers le retour de Voldemort.
Elle inflige alors comme punition un châtiment corporel à Harry durant ses heures de retenues, lui faisant écrire pendant des heures les mots : « Je ne dois pas dire de mensonges » avec son propre sang, jusqu’à ce que ceux-ci restent définitivement marqués dans la peau de sa main où le sang était puisé. Harry, sous l'impulsion d'Hermione, décide alors d'enseigner sa conception des défenses contre les forces du mal, dans le cadre d'une organisation nommée l'A.D. à l'insu d'Ombrage. Ombrage prend graduellement les rênes de l'école en devenant d'abord la « Grande Inquisitrice » de Poudlard, ce qui lui donne le droit d'appliquer une multitude de nouveaux décrets d'éducation (dont la mise à l'épreuve des professeurs, la dissolution de tous les clubs ou organisations, y compris les équipes de Quidditch, ainsi que la mise en place d'une Brigade Inquisitoriale) puis directrice de Poudlard lorsque Dumbledore, menacé d'arrestation par Ombrage et Cornelius Fudge s'échappe de Poudlard. Ainsi, Ombrage règne en tyran sur Poudlard, jusqu'à ce que Fred et George Weasley quittent l'école de façon spectaculaire en l'insultant publiquement, ce qui déclenche des chahuts et rébellions en tous genres que les autres professeurs permettent ou aident à instaurer. 
À la fin du roman, elle est poursuivie par des centaures dans la Forêt Interdite et ramenée par Dumbledore, en état de choc à l'infirmerie.  Elle quitte Poudlard la veille du dernier jour de l'année, chassée par Peeves l'esprit frappeur à la grande joie des élèves et des professeurs qui ne tentent pas vraiment d'arrêter Peeves.
Dans Harry Potter et le Prince de sang-mêlé, Dolores Ombrage occupe toujours un poste au Ministère de la Magie pour le nouveau ministre Rufus Scrimgeour. Harry est scandalisé de l'apercevoir à l'enterrement de Dumbledore, où elle tente d'avoir un air attristé. 

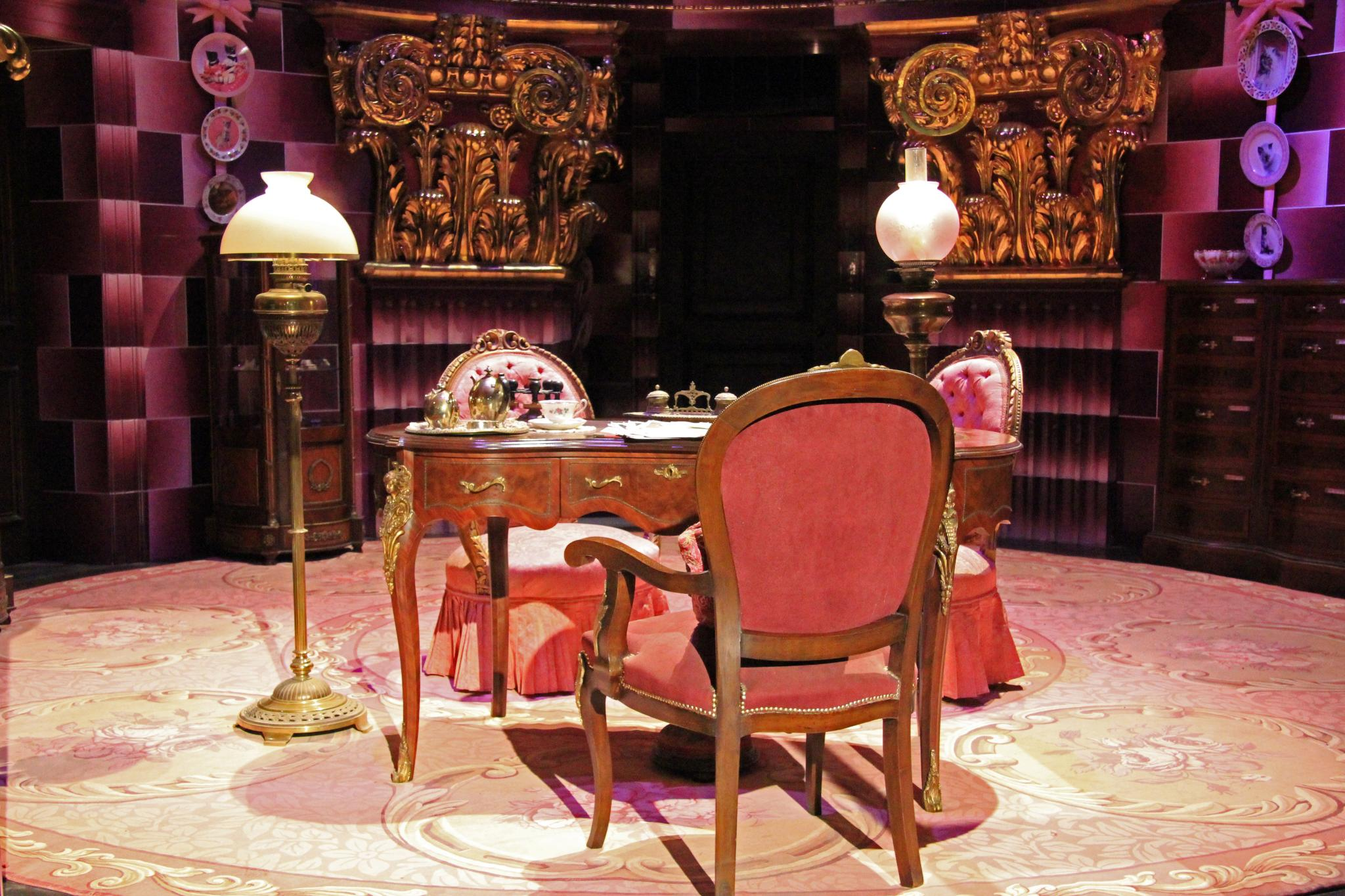
Bureau de Dolores Ombrage réaménagé tout en rose lorsqu'elle travaille à la Commission d'enregistrement des nés-Moldus.

Dans Harry Potter et les Reliques de la Mort, elle s'accommode fort bien de la prise du pouvoir de Voldemort mettant complaisamment en œuvre sa politique de persécution des Sang-de-Bourbes et autres Sang-mêlés. On la voit au Ministère interroger les sorciers et sorcières terrorisés qui ne sont pas de sang-pur, avec un plaisir sadique évident à appliquer les lois racistes qu'elle a elle-même rédigées. Elle porte publiquement autour de son cou, avec une fierté manifeste, un médaillon ouvragé ancien (le faisant passer pour un bijou de famille). Ainsi, elle est en possession, sans le savoir, d'un Horcruxe de Voldemort : c'est le médaillon de Serpentard qu'elle a pris en échange d'une indulgence vis-à-vis de Mondingus Fletcher (qui l'avait lui-même volé à Kreattur au square Grimmaurd).  Harry, Ron et Hermione doivent courir le risque de se rendre au ministère pour le lui reprendre. À cette occasion, Harry se rend compte qu'elle a mis sur la porte de son bureau l'œil magique du défunt Alastor Maugrey, pour surveiller ses employés. Quand Hermione déguisée lui fait remarquer que le médaillon qu'elle porte autour du cou est joli, Ombrage déclare que celui-ci est un vieux souvenir de famille et que le S qui y est gravé rapporte à la famille de Sangs-Purs Selwyn et qu’« il n'y a guère de familles de Sang-Pur avec lesquelles [elle] n'ait pas de lien de parenté… ». Harry et Hermione la stupéfixent, récupèrent le médaillon et sortent plusieurs personnes de ses griffes.
J. K. Rowling a révélé le sort final du personnage lors d'un chat avec ses lecteurs : après la chute de Voldemort, elle est arrêtée, jugée et emprisonnée à Azkaban pour crimes contre les sorciers nés de parents moldus.